# Golar Spirit
Golar Spirit — первая в мире плавучая регазификационная установка (ПРГУ) (Floating storage and regasification unit. FSRU — англ.), переоборудованная из СПГ-танкера.

## История
Golar Spirit был построен в 1981 году компанией Kawasaki Shipbuilding Corporation в качестве СПГ-танкера. Это был первый СПГ-танкер, построенный в Японии в частности, и в целом в Азии.
В 1986 году судно было зафрахтовано на двадцать лет индонезийской нефтегазовой компанией Pertamina. Оно работала на маршруте доставки сжиженного природного газа (СПГ) из Индонезии в Южную Корею.
В апреле 2007 года был заключен чартерный контракт с Petrobras для использования Golar Spirit в качестве регазификационного терминала Pecém. Переоборудование началось 1 октября 2007 года на верфи Keppel в Сингапуре.
По его окончании судно 11 июня 2008 года отправилось в Бразилию с грузом СПГ, и прибыло к месту назначения 22 июля 2008 года.
30 января 2009 года Golar Spirit начал работу в качестве ПРГУ.

## Техническое описание
ПРГУ Golar Spirit пришвартован к причалу, с противоположной стороны которого швартуются прибывающие СПГ-танкеры. СПГ перекачивается из их танков в резервуары ПРГУ, после чего его испаряют в бортовой системе регазификации, и газ перекачивают на берег к потребителям (электростанции).
Резервуары и система регазификации — производства Moss Maritime, Норвегия. Система регазификации содержит насосы высокого давления для перекачки СПГ, криогенные испарители СПГ, клапаны, трубопроводы и другое оборудование. Испарители используют пар, генерируемый бортовыми паровыми котлами. Расчетное давление испарителей превышает 85 бар (8500 кПа). Каждый испаритель имеет толщину стенок свыше 55 мм, имеет более 8 метров в длину и весит свыше 5,5 тонн.
Скорость регазификации — 7 миллионов кубометров в сутки (более 240 метрических тонн СПГ в час), а его вместимость составляет 129 тысяч кубометров СПГ, что эквивалентно 77 миллионам кубометров природного газа.